# Црква преноса моштију Светог Николе у Рељеву
Црква преноса моштију Светог Николе је српска православна црква која се налази на подручју града Сарајева. Припада митрополији дабробосанској, архијерејском намесништву сарајевском и седиште је Рељевске парохије. Посвећена је преносу моштију Светог Николе, а изграђена 1886. године.

## Локација
Објекат се налази у Рељеву на подручју града Сарајева, општина Нови Град, у месту Доброшевићи који је повезан мостом преко реке Босне са насељем Рајловац. Такође, локација је позната под именом Виња Лука или Винска Лука. У непосредној близини цркве налази се Богословија у Рељеву, бивша православна богословија.

## Изглед цркве
Црква припада типу једнобродних засведених цркви са звоником, зидана је од камених блокова и опеке, са полукружно завршеним светиштем на источној страни и хором на западној улазној страни цркве. Има правокутну основу димензија 15,85 м х 6,70 м. Оријентисана је у правцу запад-исток, а у њеној осовини налази се звоник димензија 3,10 х 3,10 м. У приземном делу звоника на западној страни цркве је главни улаз који чине двокрилна врата димензија 1,10 х 2,20 м, на јужној страни објекта налази се још један улаз истог облика, а био је димензија 1 х 2,20 м. Црква се састоји од припате са галеријом изнад наоса и светишта. Из правца запада прву просторију у цркви чини предулаз који представља приземни део звоника унутрашњих димензија 1,70 х 1,70 м. Са северне стране цркве налази се простор истих димензија као и предулаз, а са јужне стране су степенице ширине 70 цм, којима се приступа хору димнезија 1,70 х 3,85 м. Хор је ограђен зиданом преградом која се састоји од 2 стуба димензија 45 х 45 цм и закошене плоче ширине 40 цм, а остветљен је помоћу прозора димензија 1 х 1,80 м, са западне стране. У централном делу таванице налази се дрвени отвор димензија 70 х 70 цм, путем којег се може доћи до горњег нивоа звоника, где се налази црвено звоно.
Из предулаза цркве приступа се наосу који је правоугаоног облика димензија 7,5 х 5,8 м и који је рашчлањен луковима на 3 травеје, које су прекривене крстастим сводовима. У осовини наоса са источне стране је правоугаони амвон заобљених углова, димензија 1,6 х 0,7 м. У источном делу цркве се налази полукружно светиште које је покривено полукалотом. Светише је ширине 4,5 м, а у његовом средишњем делу налази се камени олтар. На северној страни је проскомидија - зидна ниша димензија 55 х 65 цм и дубине од 25 цм, а на јужној страни двокрилни дрвени ормар који представља ђаконикон. Црква је прављена у стилу историцизам. Међу фасадом присутна је подела контрафорима између којих су декоративни елементи односно фризови са аркадама. У централном делу налази се исти мотив са венцем, а има га и на звонику. Завршна обрада фасада је бихроматска, а оне су изведене водоравним тракама беле и теракота боје, изузев каменог сокла који је висине 50 цм. Од црквеног намештаја у цркви се налази Христов гроб и клупе које су једноставне израде.

### Фасаде
Дрвени портал у осовини звоника налази се на западној фасади, а изнад њега је камена полукружна плоча уоквирена архиволтом са подацима о градњи. Северна и јужна фасада су симетричне бочне фасаде рашчлањене контрафорима, на којима су 3 прозорска отвора. Јужна фасада се од северне разликује по томе што је уместо централног прозора улаз димензија 1 х 2,2 м изнад којег се налази окулус.
Источну фасаду цркве краси апсида, а на њеним бочним странама је по један прозор. Спољашњи зидови, звоник и унутрашња носива конструкција су од слаганог камена и опеке, а дебљине су 45 цм. Носиви зидови садрже малтер, који је третиран хроматски са унутрашње и спољашње стране. Спољашња врата цркве су од дрвета, док је конструкција прозора метална.  Под приземног дела је од камена и покривен теписоном. Под галерије се састоји од камених плоча, а звоник и апсида су од лима. Висина унутрашњег дела цркве од нивоа под наоса до темена крстастих сводова је 5,8 м. Простор порте је ограђен са јужне, источне и западне стране металном оградом, а простор према северу је отворен и ту се налази падина и закошени камени зид.

### Иконостас
Иконостас цркве представља једноставну преграду коју красе две престоне иконе, царске двери и осликане бочне двери. Иконостас је широк 6,7 м, а висок 4,6 м и визуелно подељен на два нивоа. У централном отвору иконостаса налазе се дрвене, традиционално двокрилне царске двери са геометријским украсима. Царске двери фланкиране су стубовима који су обојени на начин да подржавају мермер са капителима на врховима. Бочни отвори намењени су јужним и северним дверима на чијим површинама су иконе са приказима светаца. Површина двери је укупно 58 х 130 цм.
Престоне иконе су израђене у стилу неокласицизма техником уље на дрвету, а гипсом су причвршћене на зидану површину иконостасне преграде. Иконографија престоних икона је традиционална; са две стране царских двери је икона Богородице са Христом, а са леве Христ. Ликови обе иконе приказани су како стоје одевени у црвени хитон и плави химатион. Висина престоних икона је 93 цм, а ширина 41 цм. Лик Христа на престоној икони приказан је како мирно стоји и једном руком благосиља, а у другој држи златни штап.
Црквена плаштаница израђена је у духу неокласицизма и има карактеристике израде из 19. века. Рађена је техником уље на платну, које је широко 68, а високо 48 цм.

## Историјат
Године 1884. године завршена је изграда пројекта за цркву, а пројектант био је коаутор пројекта Богословије у Рељеву, Јозеф Черни. Објекат је зидан од 1884. до 1886. године, а трошкове изградње платио је барон Теодор (Федор) Николић. Током аустроугарске владавине, црква је служила за потребе ђака и наставног кадра Богословије у Рељеву. Године 1911. добила је улогу парохијске цркве и служила народу настањеном у Рељеву и околини. Рад Богословије је обустављен 1917. године, а њено седиште пребачено је у Сарајево.
Током Другог светског рата црква и богословија нису доживели разарања, али је црквени свештеник Ристо Ерановић током целог рата био у заробљеништву. Након 1945. године црква је и даље имала улогу парохијске цркве, док је богословија адаптирана у основну школу „Гаврило Принцип”, која је била у функцији до 1995. године.
Године 2006. фасаде цркве су обновљене, као и њена унутрањост. Након 1996. године црква је била често нападана и оштећивана, а током 2009. године било је пет напада на цркву, када је причињена материјална штета. Највећи напад на цркву догодио се 12. августа 2009. године, када је на њу пуцано из ватреног оружја. У мају 2010. године забележен је још један напад на цркву.
На седници одржаној 26. октобра 2010. године, Комисија за очување националних споменика донела је одлуку да се црква заједно са зградом богословије прогласи националним спомеником Босне и Херцеоговине.